# Courtedoux
Courtedoux ist eine politische Gemeinde im Distrikt Porrentruy des Kantons Jura in der Schweiz. Der frühere deutsche Name Ludolfsdorf wird heute nicht mehr verwendet.

## Geographie
Courtedoux liegt auf 470 m ü. M., 2,5 km westsüdwestlich des Bezirkshauptorts Porrentruy (Luftlinie). Das Dorf erstreckt sich auf einer Terrasse nördlich des Creugenat-Tals, in der Ajoie, am Nordfuss des Kettenjuras.
Die Fläche des 8,1 km² grossen Gemeindegebiets umfasst im südlichen Abschnitt die teils breite Niederung des Trockentals von Creux-Genat. Der Creugenat ist eine Karstquelle, die auf dem Gebiet von Chevenez liegt und im Durchschnitt nur etwa vier bis fünf Mal pro Jahr Wasser führt. Im Nordwesten reicht das Gemeindegebiet den sanft ansteigenden und teils bewaldeten Hang hinauf bis auf die Tafeljurahochfläche von Bure. Hier befindet sich auf dem Haut du Mont mit 630 m ü. M. der höchste Punkt von Courtedoux. Von der Gemeindefläche entfielen 1997 7 % auf Siedlungen, 39 % auf Wald und Gehölze und 54 % auf Landwirtschaft.
Zu Courtedoux gehören mehrere Einzelhöfe. Nachbargemeinden von Courtedoux sind Porrentruy, Fontenais, Chevenez und Bure.

## Bevölkerung
Mit 774 Einwohnern (Stand 31. Dezember 2023) gehört Courtedoux zu den mittelgrossen Gemeinden des Kantons Jura. Von den Bewohnern sind 95,9 % französischsprachig, 2,4 % deutschsprachig und 0,5 % portugiesischsprachig (Stand 2000). Die Bevölkerungszahl von Courtedoux belief sich 1850 auf 499 Einwohner, 1900 auf 759 Einwohner. Im Verlauf des 20. Jahrhunderts pendelte die Einwohnerzahl stets im Bereich zwischen 590 und 720 Personen.

## Wirtschaft
Courtedoux ist dank der fruchtbaren Böden in der Umgebung noch heute landwirtschaftlich geprägt. Seit der Mitte des 20. Jahrhunderts hat sich das Dorf allmählich zur Wohngemeinde gewandelt. Ausserhalb der Landwirtschaft gibt es im lokalen Kleingewerbe einige Arbeitsplätze. Viele Erwerbstätige sind aber Wegpendler und arbeiten im nahen Porrentruy.

## Verkehr
Die Gemeinde ist verkehrsmässig recht gut erschlossen. Durch das Creugenat-Tal führt die Hauptstrasse von Porrentruy nach Montbéliard oder Pont-de-Roide-Vermondans in Frankreich. Am 3. April 2017 wurde die Autobahn A16, die durch das Gemeindegebiet verläuft, eröffnet. Sie verbindet das schweizerische Autobahn- mit dem französischen Autobahnnetz.
Courtedoux ist durch den Postautokurs von Porrentruy nach Damvant an den öffentlichen Verkehr angebunden. 1946 wurde in der Talebene auf dem Grenzgebiet von Courtedoux und Porrentruy der Flugplatz Porrentruy errichtet. Er wurde als Flugplatz Bressaucourt auf die Höhe Echaux bei Bressaucourt verlegt.

## Geschichte

Luftbild (1950)

Der Ort wurde bereits 814 als Curtis Udulphi im Besitz des Klosters Saint-Ursanne genannt. Die Bezeichnung geht auf den Hof eines Mannes mit dem germanischen Namen Udulf zurück. 1139 erscheint der Name Curtedul in einer Urkunde von Papst Innozenz II. Im 13. Jahrhundert kam Courtedoux an das Fürstbistum Basel. Vom 16. bis zum 18. Jahrhundert war es Hauptort des gleichnamigen Meieramtes (mairie). Während des Dreissigjährigen Krieges wurde das Dorf stark in Mitleidenschaft gezogen. Von 1793 bis 1815 gehörte Courtedoux zu Frankreich und war anfangs Teil des Département du Mont-Terrible, ab 1800 mit dem Département Haut-Rhin verbunden. Durch den Entscheid des Wiener Kongresses kam der Ort 1815 an den Kanton Bern und am 1. Januar 1979 an den neu gegründeten Kanton Jura.
In den Jahren des Zweiten Weltkriegs führte Marthe Boillat in Courtedoux ein Gasthaus. Zusammen mit der Bäuerin Antoinette Theubet in Réclère und in Abstimmung mit Institut Monnier der zionistischen Jugend in Versoix gelang es ihnen, Juden aus dem deutsch besetzten Frankreich in die Schweiz zu bringen, die sie zunächst geheim bei sich beherbergten.

## Sehenswürdigkeiten
Die Pfarrkirche Saint-Martin wurde 1835 neu gebaut. Im Ortskern gibt es noch einige typische Bauernhäuser des 19. Jahrhunderts.
Während der Vorarbeiten zum Bau der Autobahn A16 wurden bei Courtedoux auf einer Kalksteinplatte zahlreiche Dinosaurierspuren entdeckt und freigelegt. Diese Spuren entstanden vor rund 150 Millionen Jahren, als die Gegend am nördlichen Rand des Urmittelmeers Tethys von Sauriern bevölkert war.

## Galerie

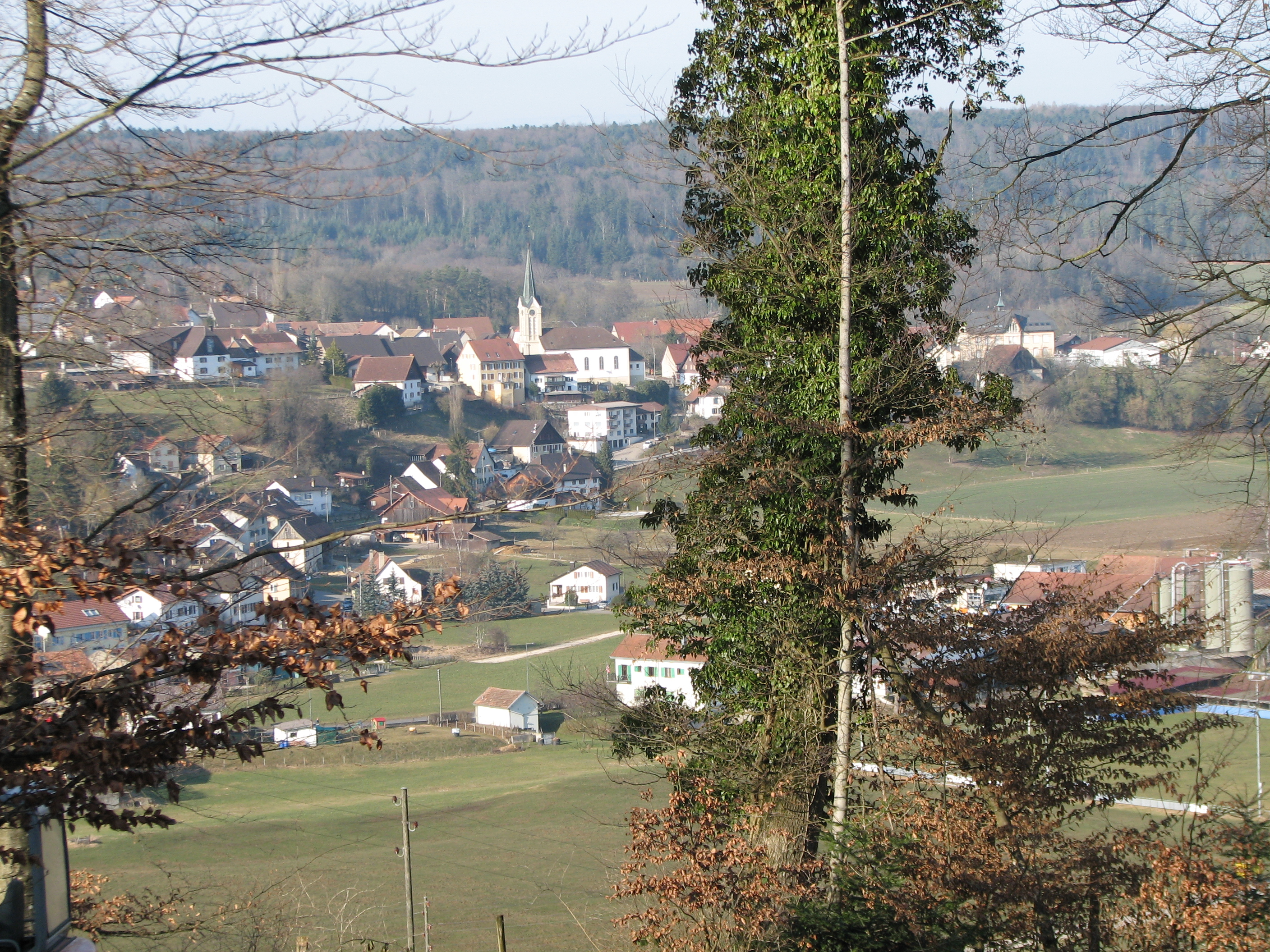
Blick auf Courtedoux
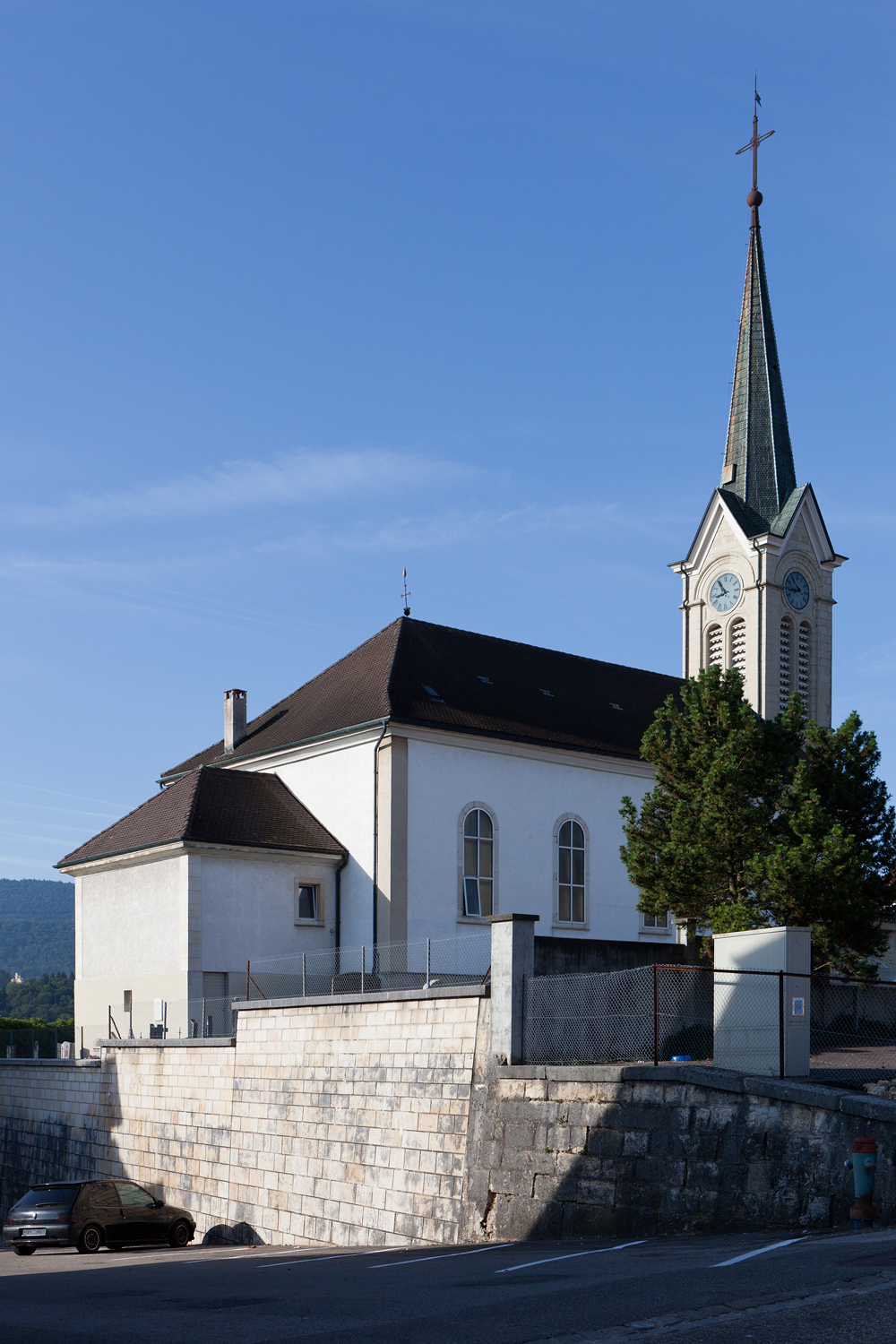
Kirche Saint-Martin
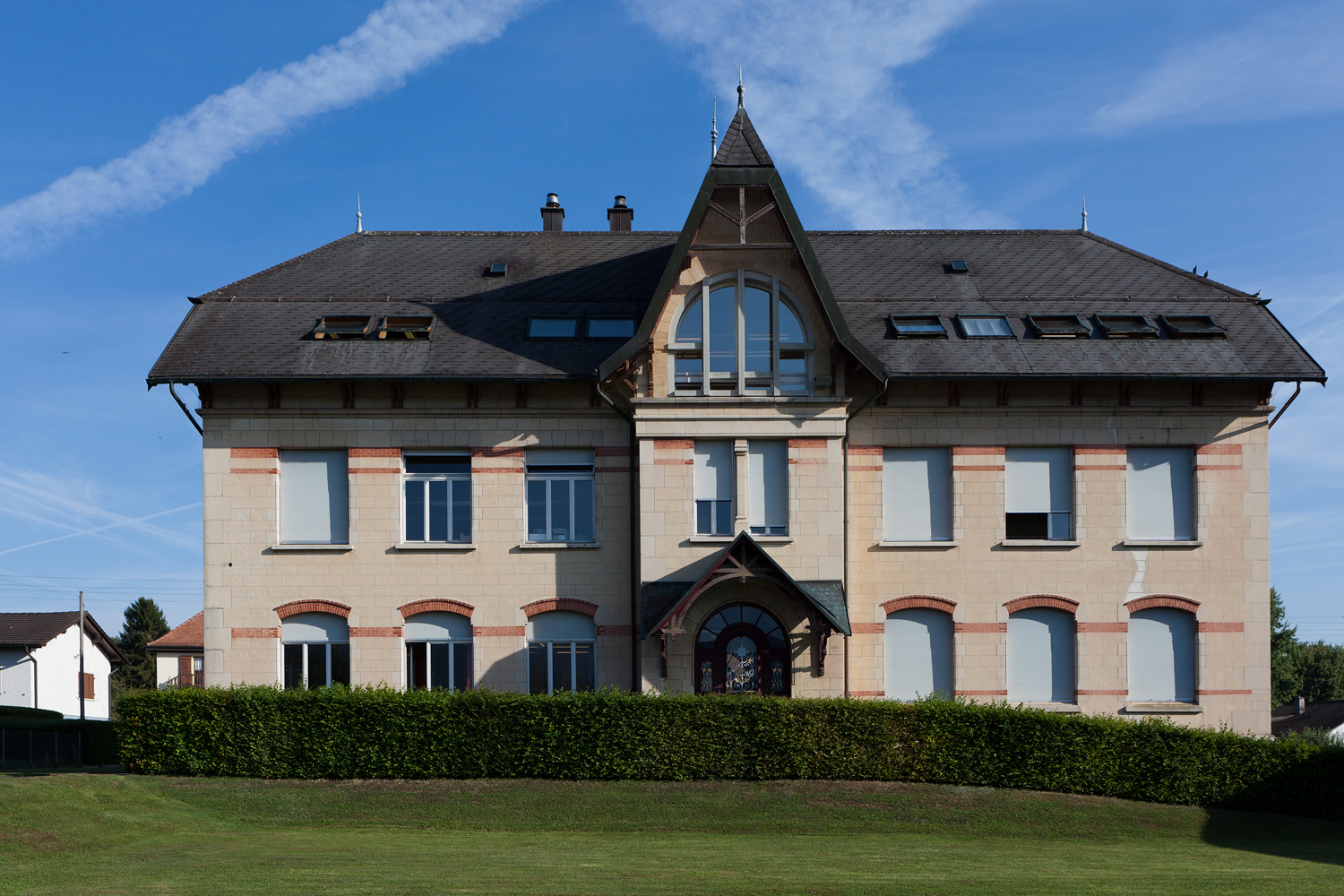
Schulhaus, Gemeindeverwaltung
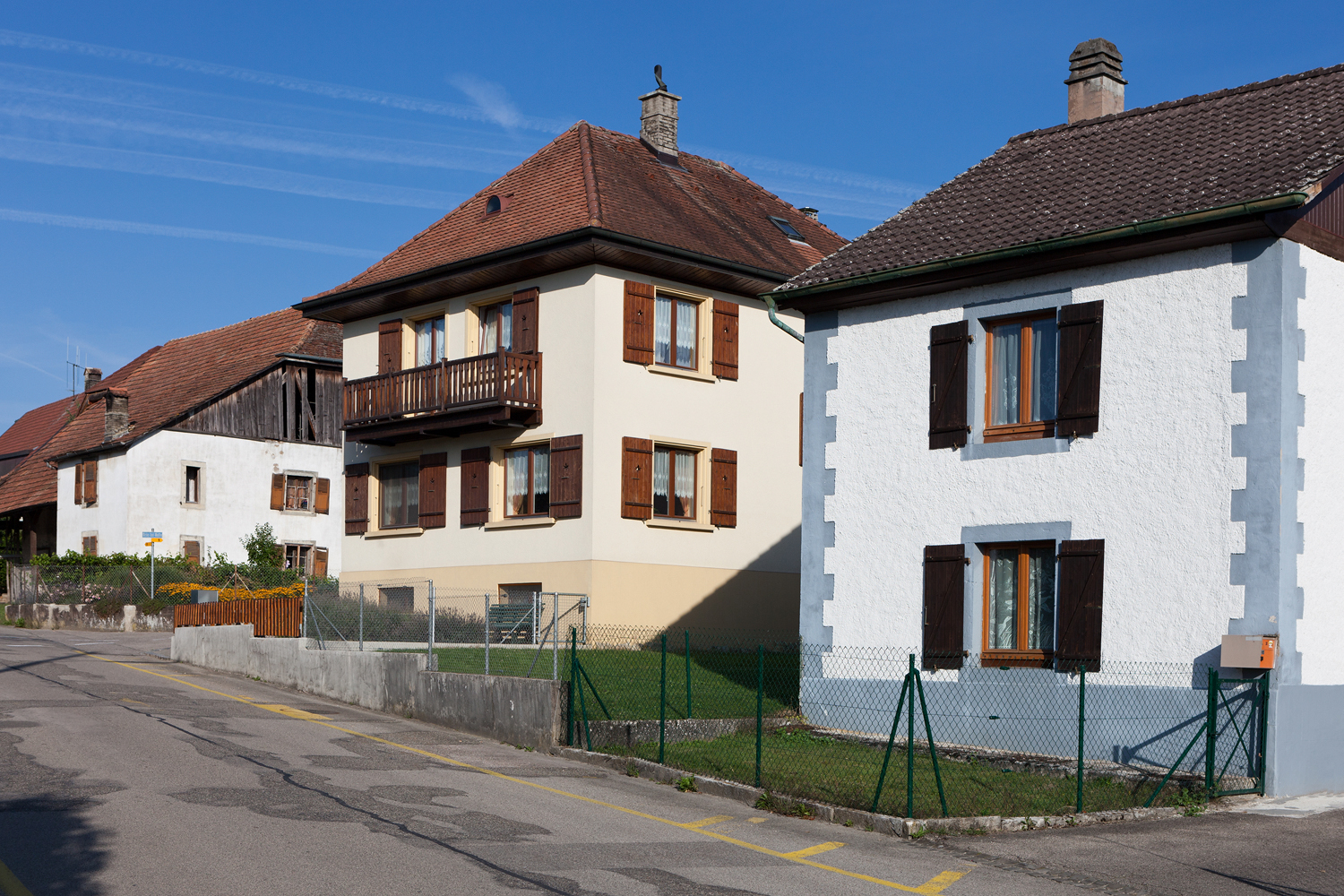
Rue du Collège
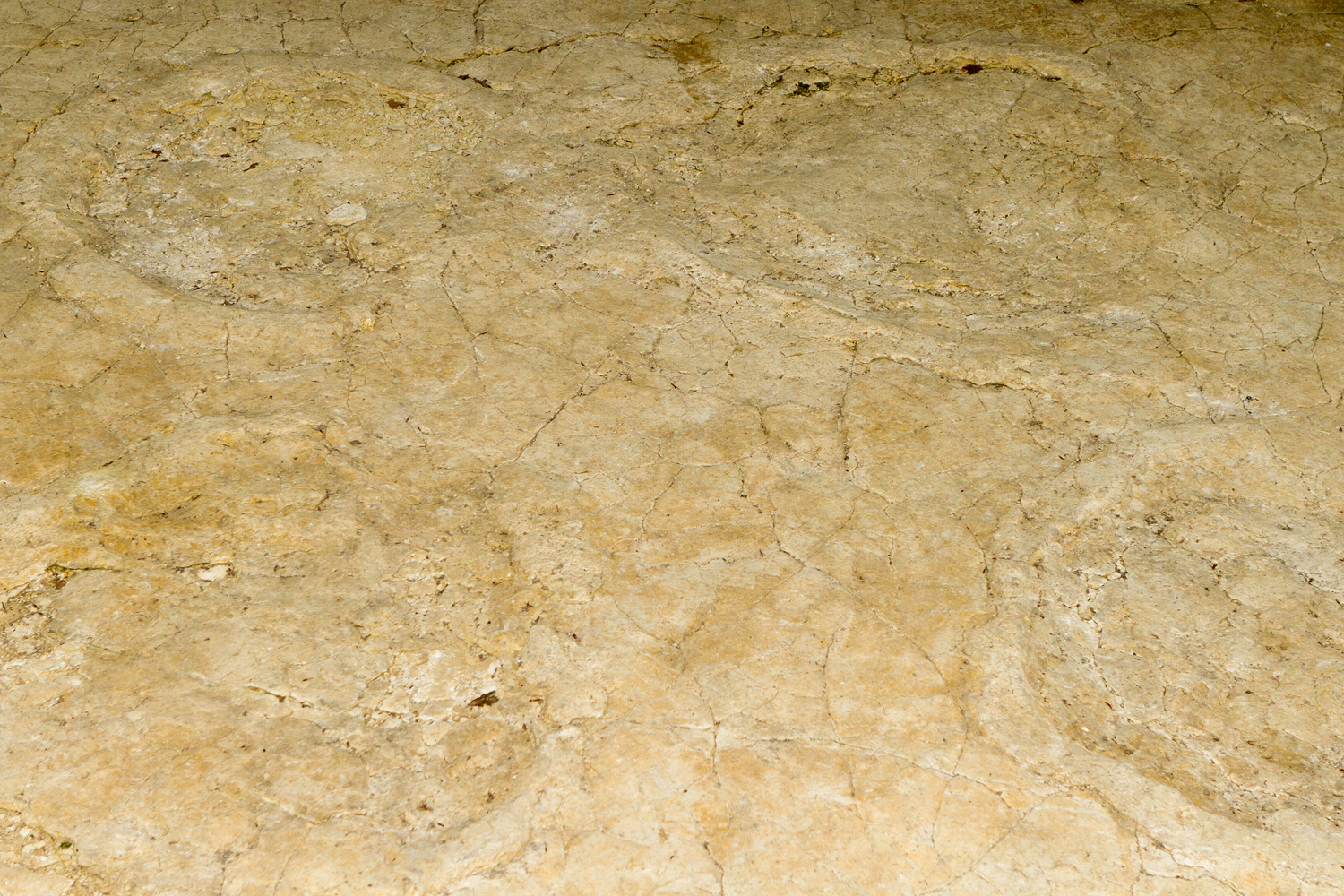
Dinosaurierspuren
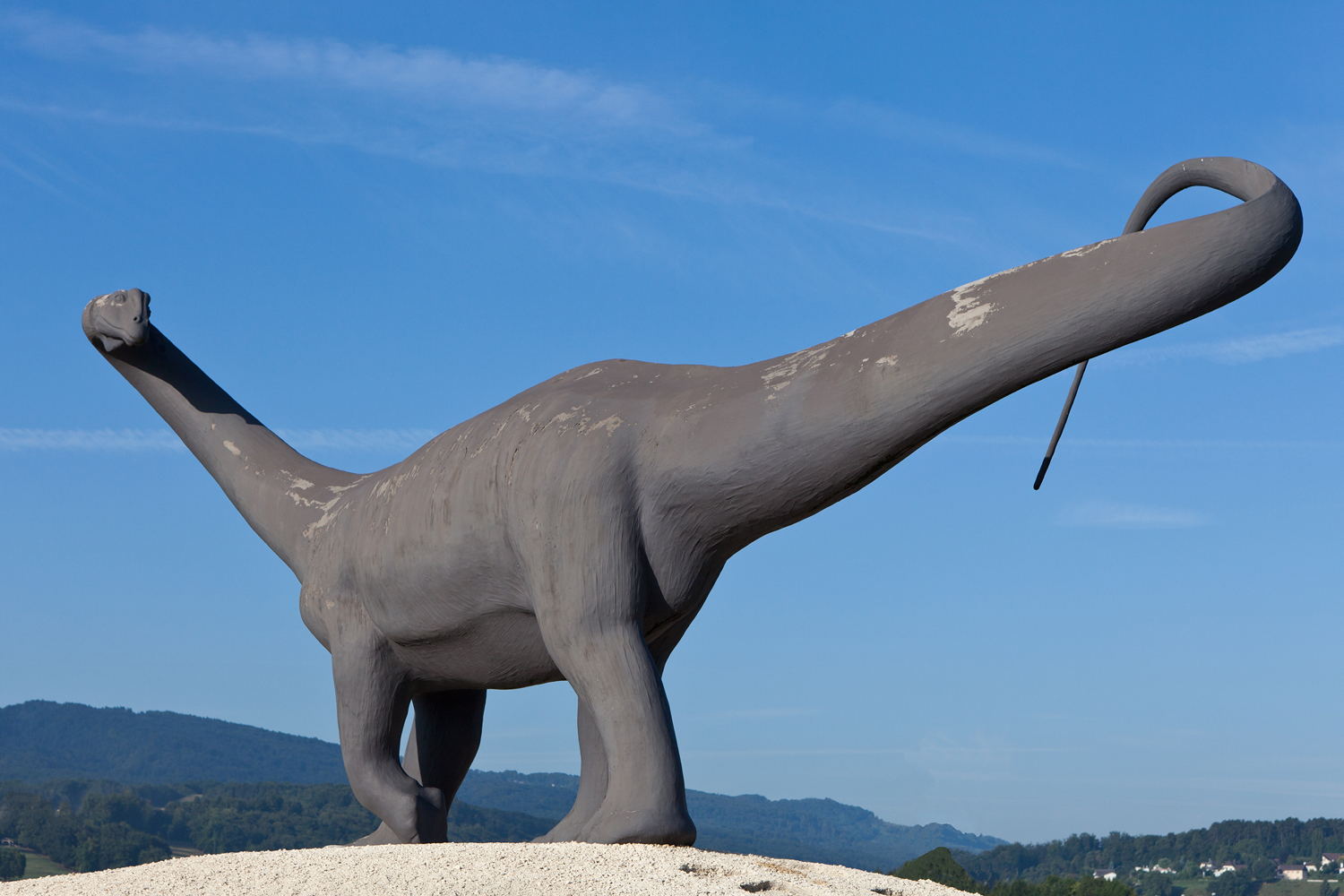
Kreisel (Pruntrut)